# Kaden Elliss
Kaden Elliss (* 10. Juli 1995 in Salt Lake City, Utah) ist ein US-amerikanischer American-Football-Spieler auf der Position des Outside Linebackers. Er spielt aktuell für die Atlanta Falcons in der National Football League (NFL).

## Frühe Jahre
Elliss besuchte in seiner Geburtsstadt, Salt Lake City, die Highschool. Später ging er auf die University of Idaho.

## NFL

### New Orleans Saints
Elliss wurde im NFL-Draft 2019 in der siebten Runde an 244. Stelle von den New Orleans Saints ausgewählt. In seiner ersten Saison für die Saints verletzte er sich am Knie, so dass er am 25. September 2019 auf die Injured Reserve List gesetzt wurde. Auch in seiner zweiten NFL-Saison kam er nur sporadisch zum Einsatz. Am zwölften Spieltag der Saison 2021 im Spiel gegen die Buffalo Bills konnte er seinen ersten Sack verzeichnen. Im Laufe der Saison 2022 avancierte er zum Stammspieler auf seiner Position. In dieser Saison konnte er sieben Sacks verbuchen.

### Atlanta Falcons
Am 16. März 2023 unterschrieb Elliss einen Dreijahresvertrag bei den Atlanta Falcons.

## Persönliches
Kaden Elliss hat elf weitere Geschwister, darunter Christian Elliss und Noah Elliss, welche beide ebenfalls in der NFL spielen (beide Philadelphia Eagles). Sein Vater, Luther Elliss, spielte als Defensive Tackle bei den Detroit Lions und den Denver Broncos in der NFL.
Elliss ist gläubiger Christ.